# Мышкова, Нинель Константиновна
Нине́ль (Не́лли) Константи́новна Мышко́ва (8 мая 1926, Ленинград, СССР — 13 сентября 2003, Москва, Россия) — советская актриса театра и кино, заслуженная артистка РСФСР (1976).

## Биография
Дочь генерал-лейтенанта артиллерии Константина Романовича Мышкова (1893—1942). В 1947 году окончила Театральное училище имени Б. В. Щукина. Тогда же дебютировала на киноэкране в роли Шабуниной в фильме Александра Файнциммера «За тех, кто в море». За роль в фильме «Гадюка» (1965) награждена дипломом Всесоюзного кинофестиваля (Киев, 1966).
В 1947—1970 годах работала в театре по договорам, затем до 1983 года — актриса Театра-студии киноактёра.
В 1982 году в последний раз снялась в кино в роли Валентины в детективном сериале «Гонки по вертикали». С 1980-х годов до конца жизни страдала прогрессирующим рассеянным склерозом.

Семейное захоронение Мышковых на Новодевичьем кладбище Москвы.

Умерла в Москве на 78-м году жизни. Похоронена на Новодевичьем кладбище (4-й участок, 2-й ряд, 16-е место) рядом с родителями — Мышковыми Константином Романовичем (1893—1942) и Натальей Васильевной (1900—1967).

## Личная жизнь
Первым мужем Нинели Мышковой был Владимир Этуш.
Вторым мужем стал композитор Антонио Спадавеккиа — автор музыки к фильму «За тех, кто в море». Оба брака актрисы оказались недолгими.
В 1953 году Нинель Мышкова познакомилась с кинооператором Константином Петриченко. В том же году они сыграли свадьбу, и в 1954 году у супругов родился сын Константин, ставший впоследствии дипломатом.
В 1965 году Нинель Мышкова снялась в фильме «Гадюка» режиссёра Виктора Ивченко, с которым в 1966 году она зарегистрировала свой брак. В 1972 году брак Мышковой был оборван смертью Виктора Ивченко, после которой актриса не оправилась.

Её красота внушает трепет: она могла бы сыграть Клеопатру в «Египетских ночах». Но ей не везёт ни в любви, ни в кино. С Ивченко она встретится, состоя в третьем браке и сыграв всего полтора десятка ролей. Блеснув в «Доме, в котором я живу» (1957), звездой оттепели она не стала. У неё сказочное, невсамделишное амплуа: Ильмень-царица в «Садко» (1952), Василиса в «Илье Муромце» (1956), «Марья-искусница» (1959). Они соединяются в 1965 году. Ивченко отныне одержим тем, чтобы снимать кино во славу жены.
…И когда в «Инее» Мышкова «включает итальянку» на полную мощность, Джина Лоллобриджида и Софи Лорен кажутся серыми мышками…— киновед Михаил Трофименков

## Фильмография
- 1947 — За тех, кто в море — Ольга Шабунина (в титрах как Е. Мышкова)
- 1952 — Садко — Ильмень-царевна
- 1956 — Сердце бьётся вновь… — Нина Алексеевна, врач-кардиолог
- 1956 — Илья Муромец — Василиса
- 1957 — Дом, в котором я живу — Лида, жена геолога Мити (в титрах — Е. (Ева) Мышкова)
- 1958 — Капитан первого ранга — Лезвина
- 1959 — Человек меняет кожу — Немировская
- 1959 — Марья-искусница — Марья-искусница
- 1960 — Дом с мезонином — Лидия Волчанинова
- 1961 — Человек ниоткуда — Оля
- 1962 — Никогда — Ирина
- 1962 — Здравствуй, Гнат! — Мария
- 1963 — Серебряный тренер — Джулия
- 1964 — Ноль три — Ольга
- 1964 — Лёгкая жизнь — Ольга Сергеевна
- 1965 — Гадюка — Ольга Зотова
- 1966 — А теперь суди… — Сашенька
- 1967 — Доктор Вера — актриса Ланская
- 1967 — Десятый шаг — Аня Перемытова-Дзюба
- 1968 — Мужской разговор — мама
- 1968 — Крах — Ольга
- 1969 — Падающий иней — Сильвана
- 1970 — Путь к сердцу — Зорина и мадам Жакино
- 1972 — Софья Грушко — Софья Грушко
- 1974 — Большое космическое путешествие — Катерина, сотрудник центра управления полётом
- 1975 — Лесные качели — Таисия Семёновна
- 1976 — «Сто грамм» для храбрости… (киноальманах) — Надежда Ивановна Мещерякова, соседка
- 1979 — Человек меняет кожу — Немировская
- 1982 — Гонки по вертикали — Валентина, жена Обнорского